# 广州市第六中学
广州市第六中学，简称广州六中，是位于中国广东省广州市的一所公立完全中学。
广州六中由1937年蒋中正在黄埔军校旧址创办的黄埔中正学校和1945年西南联大校友创办的私立长风中学合并而来，名称几经更改，于1962年起沿用现校名“广州市第六中学”。
广州六中是广州市重点中学、广东省一级高中、国家级示范性高中。

## 学校历史

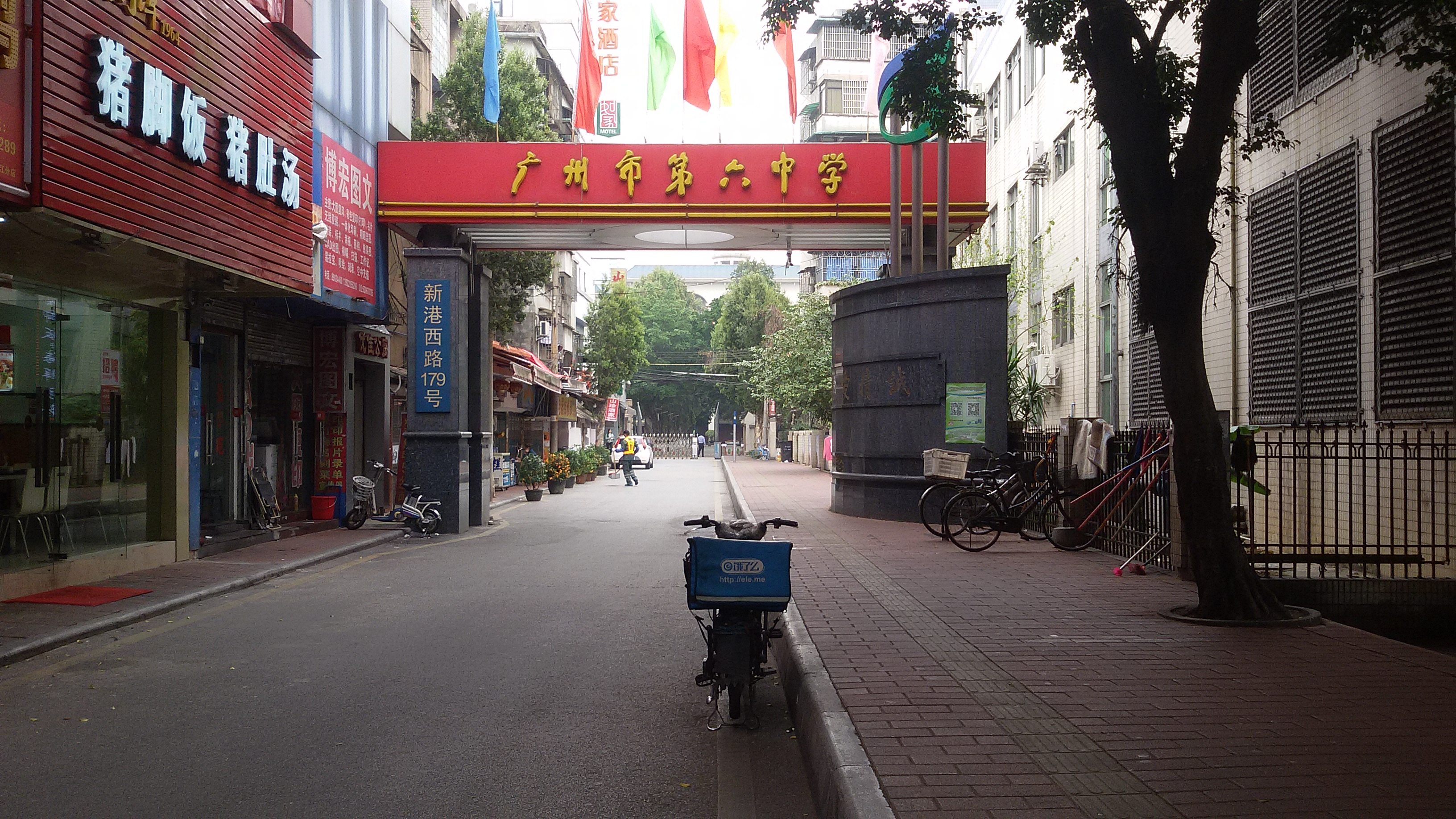
学校正门

广州市第六中学校方以蒋中正创办于1937年的黄埔中正学校为创校肇始，校址设在黄埔军校旧址。抗日战争期间，学校迁至粤北，辗转乐昌、韶关、阳山办学；1945年回到广州，迁至越秀区南麓，接收鸣淞纪念中学，并更名为广东省立黄埔中正中学。1949年，更名为广东省立黄埔中学。
1950年，与主要由西南联大人员创办的私立长风中学合并，并更名为广东省立珠江中学，校址迁至鹭江。1953年，学校转隶广州市管理，并更名为广州市第六中学。1960年，因教育改革需要，与中山大学预科合并，转由中山大学管辖，并更名为中山大学附属中学。1962年，学校重归广州市管辖，并复名广州市第六中学。
1978年后，学校被评为广州市重点中学。1994年4月，学校被评为首批广东省一级学校。2007年，获批广东省国家级示范性高中。
2000年，学校开始开设内地新疆高中班。2004年，在建设示范性高中及“名校办民校”的浪潮下，六中停办初中，并创立珠江中学；2020年，六中复办公办初中。

## 文化传统
2010年，六中开始使用黄埔军校校训“亲爱精诚”为校训、黄埔军校校歌为校歌。其近年亦提出了“允文允武，惟德惟才”的办学理念。

## 知名校友
- 韦廉：八一电影制片厂导演。
- 容柏生：中国工程院院士，广东省建筑设计研究院终身荣誉总工程师。
- 刘筱娴：预防医学教育家、妇幼卫生专业创始人，华中科技大学同济医学院公共卫生学院教授。

## 品牌输出
2018年5月，广州六中教育集团正式成立，成员学校有：
- 广州六中从化校区：由广州市教育局和从化区政府合作共建[6]。校区办学规模为60班完全中学，于2022年8月动工建设，2023年9月启用[7]。
- 广州六中花都校区：由广州市教育局与花都区政府合作共建。校区办学规模为54班完全中学，于2023年2月8日动工，2024年9月启用[8][9][10]。
- 海珠区珠江中学：前身为2001年开办的国有民办海珠区六中珠江中学和2016年开办的公办广州六中长风中学。2022年，六中珠江中学转为公办并更为现名，同时长风中学并入；原珠江中学鹭江校区停止办学[11]。
- 白云区珠江实验学校：为六中珠江中学于2018年成立的初级中学。原名白云区六中珠江学校，2022年由国有民办转为民办后变更为现名。
- 黄埔军校纪念中学：为黄埔区教育局与广州六中于2016年合作举办的公立初中，实行半军事化管理[12]。

此外，广州六中亦与多所学校开展合作共建。
- 从化区第五中学：2021年11月，两校签署合作共建协议。
- 佛冈县第一中学：2021年10月，两校展开交流合作；次年8月，两校正式签订结对帮扶协议[14]。